# Anders Nordenadler (militär)
Anders Toresson Nordenadler, tidigare  Schenling, född 11 mars 1683 i Skänninge församling i Östergötlands län, död 24 april 1761 i Nosaby församling i Kristianstads län, var en svensk militär.

## Biografi
Anders Nordenadler föddes 1683 i Skänninge församling. Han var son till rådmannen Tore Andersson Schenling och Maria Sandelia. Nordenadler blev student vid Linköpings gymnasium och 1701 vid Uppsala universitet. Han blev 1707 hovmästare hos kungliga rådet och fältmarskalken Magnus Stenbock. Den 16 maj 1708 blev han krigsfiskal i Skåne och var från 15 april 1709 aktor (åklagare) vid stora kommissionen i Skåne. Nordenadler var även från 10 juli 1709 guvernementsfiskal och från 24 november 1709 krigsfiskal i fält. Han blev fältauditör och protokollsekreterare vid generalkrigsrätten 24 februari 1710. Nordenadler blev 17 april 1713 överauditör vid skånska fältstaten och 19 juli 1716 guvernementsskreterare i Skåne. Han fick 23 augusti 1722 assessors karaktär och adlades 3 augusti 1727 till Nordenadler, samt introduceradesa samma år i Sveriges riddarhus som nummer 1814. Den 5 mars 1733 tog han avsked från tjänsten. Han avled 1761 på Hammar i Nosaby församling.
Nordenadler ägde gårdarna Söderto i Lyby socken och Hammar i Nosaby socken.

### Familj
Nordenadler gifte sig första gången 2 augusti 1713 med Elsa Catharina Psilander (1687–1740). Hon var dotter till borgmästaren Nils Nilsson Psilander och Catharina Kling. De fick tillsammans barnen Nils Schenling (1714–1718), Urban Nordenadler (1715–1760), överstelöjtnanten Teodor Nordenadler, Lovisa Ulrika Nordenadler (1718–1779) som var gift med kyrkoherden Johan Risberg i Åsums församling och advokatsfiskalen Carl Gustaf Furusköld i Karlskrona, Nils Schenling (1720–1722), Catharina Maria Schenling (1722–1725), Julius Schenling (1725–1726), Catharina Maria Nordenadler (1726–1756), Johanna Margareta Nordenadler (1728–1729), Andreetta Elisabet Nordenadler (1730–1802) som var gift med landskamreraren Peter Gustaf Bergengren och Elisa Catharina Nordenadler (1734–1809).
Nordenadler gifte sig andra gången 27 februari 1741 med Catharina Margareta Lönn (1700–1773). Hon var dotter till krigskommissarien Adolf Lönn och Elisabet Ulf. Catharina Margareta Lönn var änka efter ryttmästaren Nils Nilsson Psilander.